# Samuel Nahorecki
Samuel Nahorecki herbu Kościesza – starosta kotelnicki, deputat na Trybunał Główny Koronny.
W 1715 roku był posłem województwa sandomierskiego do hetmana wielkiego koronnego.
Był elektorem Stanisława Leszczyńskiego w 1733 roku z województwa lubelskiego.